# Lasius flavus
Lasius flavus es una especie de hormiga de la familia Formicidae que está muy extendida en Europa, pero también se encuentra en Asia, África del norte y el este de América del Norte. Las poblaciones de Norteaméria son consideradas ahora una especie diferente, Lasius brevicornis.

## Descripción
Las reinas miden de 7 a 9 mm de largo, los machos de 3 a 4 mm y las obreras de 2 a 4 mm. Estas hormigas tienen colores que van del amarillo al marrón, la reina y los machos tienen dos colores el amarillo y el negro. Las obreras de Lasius flavus son monomorfas, es decir todos los miembros son parecidos en forma.

## Hábitat
Esta especie vive principalmente en los campos y prados húmedos, los hormigueros son totalmente bajo tierra y cubiertos de hierba, la entrada se puede observar que tiene forma de montículo.

## Formación de los hormigueros
Los vuelos nupciales se producen en los días más calurosos de verano. Estas hormigas son falsas poligínicas, es decir, cuando van a construir un nuevo hormiguero varias reinas se juntan y lo hacen. Conviven en el mismo hormiguero hasta que nacen las primeras obreras, entonces se pelean entre ellas hasta que sólo quede una, que será la que forme la colonia. Aunque, en algunos casos, existen colonias interconectadas que pueden llegar a tener 250 000 obreras.

## Alimentación
Se alimentan casi exclusivamente de la melaza secretada por los áfidos, que se reproducen en los refugios subterráneos, a los que protegen de otras amenazas a cambio de esta sustancia nutritiva. También comen pequeños insectos como las cochinillas o larvas de mosca.